# Bethlehem (Pensylwania)
Bethlehem – miasto w Stanach Zjednoczonych, w stanie Pensylwania, w zespole miejskim Allentown-Bethlehem. Około 74 tys. mieszkańców. Założycielami miasta byli bracia morawscy (religijni imigranci z Czech i polskiego Leszna)
W mieście rozwinął się przemysł maszynowy, spożywczy oraz hutniczy.
Siedziba Lehigh University i niegdyś siedziba firmy Bethlehem Steel.

## Miasta partnerskie
- Murska Sobota, Słowenia
- Tondabayashi, Japonia
- Schwäbisch Gmünd, Niemcy
- Allentown, Stany Zjednoczone
- Easton, Stany Zjednoczone